# Castle Hill (Moorfoot Hills)
Der Castle Hill ist ein Hügel am Südrand der Moorfoot Hills. Seine 324 Meter hohe Kuppe befindet sich rund einen Kilometer nordöstlich des Dorfes Glentress und vier Kilometer östlich von Peebles in der schottischen Council Area Scottish Borders. Der Glentress Forest beginnt an den Hängen des Castle Hill und setzt sich nach Norden Fort. Ein kurzes Stück nördlich erhebt sich der 412 Meter hohe Kirn Law.

## Umgebung
Entlang der Ostflanke des Castle Hill verläuft der Hope Burn, während der Eshiels Burn die Westflanke passiert. Beide Bäche ergießen sich bei Glentress in den Tweed, der vor seiner Südflanke verläuft.
Auf der Kuppe des Castle Hill finden sich die Überreste eines undatierten Hillforts. Es war von Erdwällen umfriedet, die vermutlich einst mit Palisaden ausgeführt waren. Das etwa 75 Meter durchmessende Wehrwerk umfriedet ein Areal von etwa 0,45 Hektar. Innerhalb der Umfriedung sind Fundamente von Häusern als Überreste erhalten. Die als Scheduled Monument denkmalgeschützte Anlage wurde durch landwirtschaftliche Nutzung im 19. Jahrhundert gestört. Vor der Südostflanke des Castle Hill befinden sich die Ruinen der Tower Houses Horsburgh Castle und Nether Horsburgh Castle, die beide auf das 16. Jahrhundert datieren.